# Polsko-ukrajinská válka
Polsko-ukrajinská válka (polsky Wojna polsko-ukraińska, ukrajinsky Польсько-українська війна) bylo vojenské střetnutí Polska a Západoukrajinské lidové republiky (ZUNR) o území dnešní západní Ukrajiny (která byla etnicky nepolská[zdroj?], ale s polským jazykovým ostrovem ve Lvově, který byl navíc významným polským kulturním centrem), probíhající od listopadu 1918 do července 1919. Střetnutí skončilo polským vítězstvím a připojením sporného území k Polsku.

## Poláci a Ukrajinci v Haliči

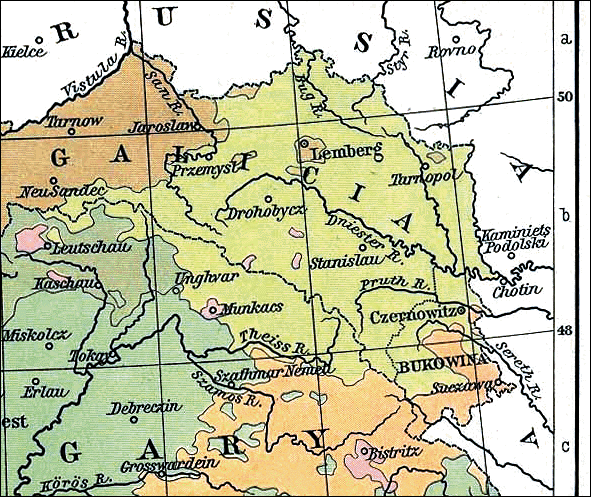
Národnostní složení Haliče 1911: Poláci - hnědě, Ukrajinci - světle zeleně, Rumuni - oranžově, Maďaři - zeleně, Němci - červeně

Kořeny konfliktu mezi Poláky a Ukrajinci musíme hledat v politické a národnostní situaci v Haliči na začátku 20. století. Relativní shovívavost ze strany Habsburků k národnostním menšinám v Rakousku-Uhersku způsobila, že se země stala ideálním místem pro tvorbu národnostních hnutí. Po porážce revoluce 1848, ve které se Poláci dožadovali v Haliči autonomie, se podpory v monarchii začalo dostávat Rusínům.
Existence dvou národů v Haliči začala postupně přinášet problémy a národnostní pnutí. V letech 1901–1908 probíhal konflikt na univerzitě ve Lvově, kdy ukrajinští studenti požadovali vytvoření samostatné ukrajinské university, zatímco Poláci tento požadavek striktně odmítali. V roce 1903 oba národy pořádaly oddělené konference, ve kterých si stanovili své národní cíle.
Halič se stala součástí Rakouska-Uherska po prvním dělení Polska v roce 1772. Území zahrnovalo na západě polské kulturní centrum Krakov s většinou polské populace a na východě bývalé centrum tzv. Haličsko-volyňského knížectví obydleného především Ukrajinci. Ve východní Haliči tvořili Ukrajinci většinu, 65 % populace, zatímco Poláci 22 %. Centrem východní Haliče bylo město Lvov, politické centrum provincie, ve kterém Poláci tvořili většinu (60 % Poláci, 17 % Ukrajinci). Pro místní Poláky byl Lvov centrem polské vzdělanosti a kultury a bylo pro ně nemyslitelné nemít Lvov pod polskou kontrolou. Ukrajinci se politicky snažili o rozdělení Haliče na západní polskou část a východní ukrajinskou část, což ale bylo odmítáno Poláky ze strachu ztráty polského jazykového ostrova kolem Lvova. Pod politickým nátlakem nakonec císař Karel I. slíbil rozdělit Halič v roce 1916. Do konce války ale k tomuto aktu nedošlo.

## Předcházející události
Díky porážce v první světové válce se v říjnu 1918 zhroutilo Rakousko-Uhersko. Téhož měsíce ve východní Haliči vznikla Ukrajinská národní rada složená z bývalých poslanců rakouského parlamentu a politiků bývalých provincií Halič a Bukovina. Rada schválila spojení obou provincií do jednoho státu s hlavním městem ve Lvově (ZUNR). 30. října lvovská městská rada schválila připojení města k Polsku. Ukrajinské jednotky (pocházející z bývalé rakousko-uherské armády) v noci z 31. října na 1. listopadu 1918 vojensky obsadily město Lvov a 1. listopadu byla ve Lvově slavnostně vyhlášena Západoukrajinská lidová republika (ZUNR).
Nově vzniklý ukrajinský stát byl pro místní Poláky velkým překvapením. ZUNR si nárokovala celou východní Halič a také část západní Haliče až k městu Nowy Sącz. Dále si ZUNR na jihu nárokovala Bukovinu a Podkarpatskou Rus. Území východní Haliče bylo převážně obydleno Ukrajinci s výjimkou nejzápadnější části, která byla kompaktně osídlena Poláky a územně navazovala na polské osídlení v západní Haliči. Po celé východní Haliči byly enklávy obydlené hlavně nebo pouze Poláky (Ternopolská oblast a mnoho jiných). V okolí Lvova a ve městě samotném převažovali Poláci. Místní Ukrajinci vítali vznik ukrajinského státu s nadšením, Židé se k situaci stavěli více méně neutrálně (ve Lvově vytvořili vlastní milici a polská strana je považovala za spojence Ukrajinců). Mezi Poláky a Ukrajinci došlo ke konfliktu. Oba národy si nárokovaly území osídlené druhou národností, oba nabízely druhé straně autonomii ve svém rámci a nikdo nechtěl ustoupit.

## Průběh války

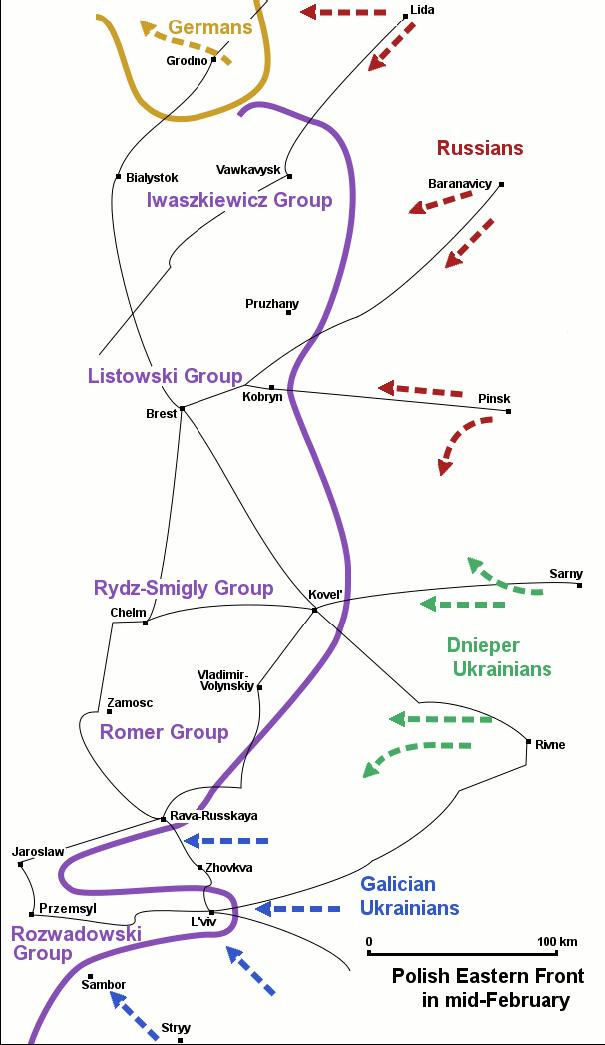
Situace v lednu 1919 (fialově linie držená Poláky, modře útoky ZUNR, zeleně útoky UNR, červeně sovětské útoky)

### Polské povstání ve Lvově
Střety mezi Ukrajinci a Poláky ve Lvově začaly téměř okamžitě po vyhlášení ZUNR. Ukrajinští vojáci čelili občanům Lvova, kteří ale byli velice dobře vedeni a měli vysokou bojovou morálku (město bylo obydleno hlavně Poláky). Další polská povstání proti ZUNR proběhla v Drohobyči, Sambiru, Jarosławi a hlavně v Přemyšli, kde se Polákům podařilo obsadit most a železnici vedoucí do Lvova. V okolí Přemyšle pak došlo ke střetu s polskou regulérní armádou.
Po dvou týdnech těžkých bojů dorazila po kontrolované železnici do Lvova polská armáda vedená podplukovníkem Karaszewicz-Tokarzewským. Ukrajinští vojáci byli z města vytlačeni. Po ukončení bojů ve městě, pravděpodobně pro podezření z podpory poskytované Ukrajincům (přesný průběh událostí se nepodařilo vyšetřit), došlo k útokům proti lvovským Židům (72 – 150 mrtvých). Ukrajinská vláda nabídla finanční pomoc židovským rodinám obětí a podařilo se jí tak následně vytvořit židovský batalion. Na konci listopadu 1918 tak Poláci kontrolovali město Lvov a železnici přes Přemysl spojující město se zbytkem Polska. Ukrajinci měli pod kontrolou větší část východní Haliče (po řeku San) a oblehli Lvov ze tří stran.
Během 11. - 12. listopadu 1918 vstoupila do Bukoviny rumunská armáda a bez odporu toto území obsadila.

### Bitva o Volyň
V prosinci 1918 se boje přenesly i severněji, do Volyně. Polská armáda se zde musela postavit jednotkám Ukrajinské národní republiky (UNR), státu, který vznikl na území bývalého Ruského carství obývaném Ukrajinci. Centrem tohoto ukrajinského státu byl Kyjev a hlavní postavou nacionalista Symon Petljura. Ukrajinci se pokoušeli rozšířit své území až k městu Chełm. Boj se neobešel bez pogromů na Židy. První pogrom provedl ukrajinský ataman Kozyr-Zyrka v Ovruči, největším se stal pogrom v Žitomiru, kde Ukrajinci zabili 500 - 700 Židů. Po dvou měsících těžkých bojů byli Ukrajinci poraženi až příchodem armády generála Rydz-Śmigły v březnu 1919.

### Mat ve východní Haliči
Díky velice rychlé a dobře organizované mobilizaci získali Ukrajinci nad svým protivníkem do února 1919 početní převahu. Lvov byl obležen ze tří stran a plánovalo se přerušit železnici vedoucí do Lvova. Fronta na řece San se stabilizovala po vytlačení Ukrajinců z Přemyšle a Jaroslavi. Ukrajinci v té době měli jednotky o velice dobré bojové morálce a nadšení v ideji nezávislé Ukrajiny. Z druhé strany ovšem Poláci také měli vysokou morálku a nadšení z důvodu znovuzískání nezávislosti. Zvláště vojáci pocházející ze Lvova a západní části východní Haliče bojovali za svůj domov a z ohledu na ukrajinské nároky v západní Haliči a v Lubelsku celý jihovýchod Polska chápal nutnost vojenských operací u Lvova a u řeky San. Polské jednotky byly dobře vycvičené, měly zkušené velitele a hlavně dobře fungující výzvědnou službu. Poláci hlavně kontrolovali železnici, po které dokázali rychle přesouvat své jednotky na místa střetů s Ukrajinci.
Dne 9. prosince 1918 prolomili Ukrajinci obranné linie okolo Přemyšle a obsazením města chtěli přerušit železnici vedoucí do Lvova. Poláci ale byli schopni velice rychle poslat do města posily, a ukrajinský útok tak byl 17. prosince odražen. Mezitím začali Poláci dostávat posily z centrálního Polska. Ukrajince ze ZUNR zase začaly posilovat jednotky z Ukrajinské lidové republiky. Leden a únor 1919 se následně nesl v duchu snahy Poláků prorazit obklíčení Lvova a ukrajinských útoků na město. Obě snahy skončily nakonec nezdarem.
Dne 14. února začal další ukrajinský útok na Lvov. 20. února se Ukrajincům podařilo přerušit spojení mezi městem a centrálním Polskem. V té době ale na ukrajinské velitelství dorazila Francouzi vedená mise Dohody. Francouzi pohrozili vypovězením diplomatických vztahů mezi ZUNR a dohodovými státy, pokud se boje nezastaví. K 25. únoru byly všechny ukrajinské operace pozastaveny. Mise se snažila nastolit trvalé příměří mezi Polskem a ZUNR a trvala na přijetí tzv. Barthelemovy linie. Podle francouzského plánu Lvov a prostor mezi ním a Přemyšlem měl být připojen k Polsku a dále na jih měla hranice probíhat na řece San. Oplátkou za to mělo Polsko uznat nezávislost ZUNR. Poláci s plánem v podstatě souhlasili, ale požadovali, aby hranice na jihu neprobíhala po řece San a místo toho vedla od Lvova přímo na jih. Ukrajinci plán zcela odmítli. Nechtěli uznat připojení Lvova k Polsku a navíc požadovali území na západ od řeky San. 4. března 1919 Ukrajinci zahájili novou ofenzívu, během které se jim opět nepodařilo město dobýt, a Poláci obnovili spojení města s Polskem.

### Boje od března do května 1919

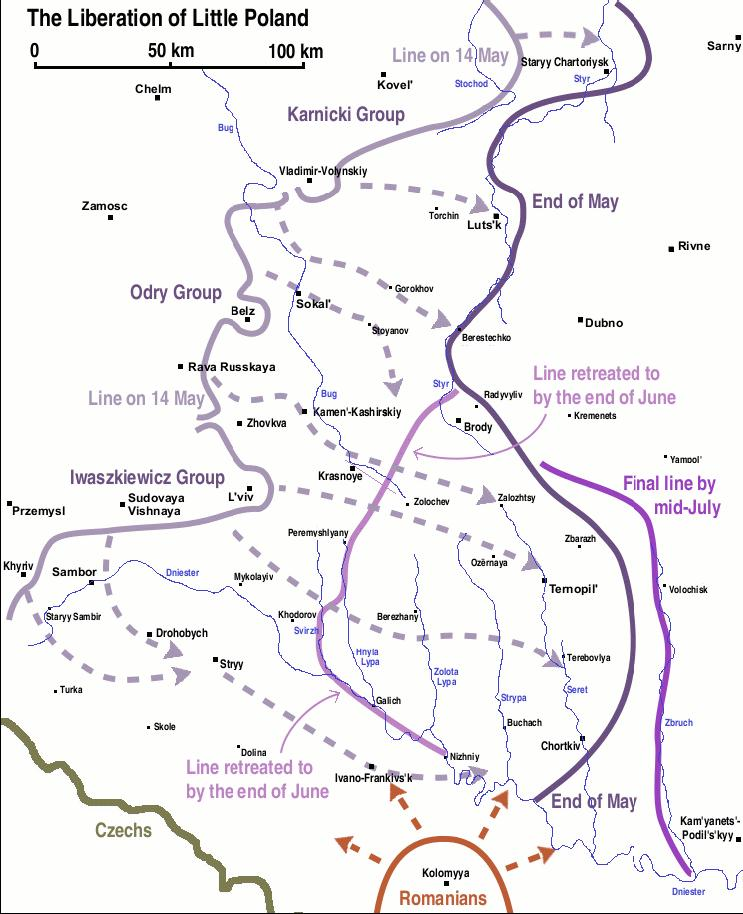
Situace květen-červen 1919

Po neúspěšné ofenzívě ukrajinská strana přistoupila na nový mírový plán Dohody (Bothova linie), který v podstatě odpovídal dřívější Barthelemově linii (Lvov k Polsku, Boryslavský naftový revír k ZUNR, uznání nezávislosti ZUNR Polskem). Polská strana už další jednání odmítla, značně posílila své jednotky v oblasti (příjezd Hallerovy armády) a 19. dubna zahájila ofenzívu, která úplně odblokovala Lvov. V květnu polská armáda zahájila masivní ofenzívu a do konce měsíce obsadila polovinu východní Haliče. 25. května vstoupila do Pokutí rumunská vojska a bez boje tuto oblast obsadila.

### Čortkuvská operace
Na začátku června 1919 se ujal velení ukrajinských jednotek bývalý generál carské armády Oleksandr Hrekov, který přeskupil ukrajinské jednotky a zahájil protiútok. Poslední mohutná ukrajinská ofenzíva vytlačila polská vojska z části dobytého území. Časem se polské jednotky vzpamatovaly z překvapivého útoku a ukrajinská ofenzíva byla zastavena. Ukrajinské armádě začala chybět munice a další vojenský materiál. Vláda ZUNR ovládala ropná pole u Drohobyče, s jejich pomocí chtěla koupit zbraně a munici, ale zbraně se do ZUNR dostávaly pouze přes Československo, s kterým po polských úspěších ZUNR ztratilo společnou hranici. Ačkoliv Ukrajinci zatlačili Poláky zpátky o 120 km, nepodařilo se jim vytvořit koridor do ČSR. V polovině května polská strana unavená prodlužující se válkou nabídla ZUNR příměří a novou demarkační linii (Delwigova linie), ale ukrajinská strana pod vlivem úspěchu svých vojsk smlouvu odmítla. Na konci června byl ukrajinský útok zastaven a následný polský protiútok zcela zničil vojska ZUNR a ukončil existenci tohoto státu.

### Podkarpatská Rus
Ve dnech 6. - 11. února 1919 vstoupily nepočetné jednotky ZUNR do Podkarpatské Rusi, která byla obsazena z části Maďarskem a z části ČSR. Proběhlo několik srážek mezi ukrajinskými jednotkami a policejními složkami Maďarska a Ukrajincům se podařilo obsadit pár Maďary kontrolovaných vesnic. Jakmile se však ukrajinské jednotky dostaly do konfliktu s československou policií, dostaly rozkaz se stáhnout. Československo bylo vedle UNR jediným diplomatickým a obchodním spojencem ZUNR. ČSR přijímala ukrajinské běžence a ponechávala jistou volnost v organizaci jejich věcí na svém území. Konflikt s ČSR by uvrhl ZUNR do obchodní a politické izolace.

## Situace po válce
Dne 21. listopadu 1919 na Pařížské mírové konferenci byla východní Halič oficiálně přičleněna k Polsku na dobu 25 let. Pak měl následovat plebiscit. V dubnu 1920 podepsal velitel polských vojenských sil generál Piłsudski a vůdce Ukrajinské národní republiky Symon Petljura spojenectví proti Rudé armádě. Ukrajinci zaručili Polákům hranici na řece Zbruč a Poláci se zavázali Ukrajincům pomoci v boji proti rudoarmějcům.
Politici ze ZUNR se uchýlili do exilu do Vídně a zbytek armády ZUNR byl internován v Československu. Na probíhající mírové konferenci se ukrajinští diplomaté stále pokoušeli změnit svou bezvýchodnou situaci. Podařilo se jim přesvědčit francouzské a britské diplomaty, aby znovu neuznali východní Halič jako součást Polska. Osud východní Haliče byl v rukou Konference velvyslanců Ligy národů. Konference velvyslanců ale neuznala exilovou vládu ZUNR, a tak bylo 14. března 1923 území východní Haliče nakonec přičleněno k Polsku.

### Vztah ZUNR s Československem
ZUNR se během své krátké existence mohla opřít o velice omezenou diplomatickou a ekonomickou podporu ostatních států. Vedle Ukrajinské národní republiky byla jejím hlavním spojencem právě ČSR. Československo v letech 1918/1919 stejně jako ZUNR vedlo pohraniční spory s Poláky. V československém případě šlo o oblast Těšínska a Oravy a Spiše na Slovensku. Spor vyústil v krátký ozbrojený konflikt mezi Poláky a československými jednotkami. Od té doby byly vztahy mezi ČSR a Polskem velice napjaté.
ČSR, která na svém území neměla žádná ropná pole, v průběhu války měnila s Ukrajinci zbraně a munici za ropu. Sama se ale do konfliktu nezapojila a vyhlásila neutralitu. Na její území během války přicházely ustupující ukrajinské jednotky. Vojáci byli Čechy internováni a posláni do Čech. Největší skupina (cca 6000 osob) byla umístěna do tábora u Jablonného v Podještědí. Postupně se v ČSR vytvořila tzv. Ukrajinská brigáda, která měla výzbroj a výcvik a chtěla odjet zpátky do bojů na Ukrajinu. Československé ministerstvo zahraničí ale přesun ukrajinského vojska nepovolilo. Ukrajinští vojáci nebyli v táborech bráni jako zajatci, ale jako hosté a měli volnost pohybu. Po skončení války mohli v ČSR studovat, dokončit vysokou školu či si najít práci (a to převážně v zemědělství). Nakonec se tak z ČSR stalo významné místo ukrajinské emigrace.

## Důsledky války
Připojení území obydleného převážně Ukrajinci k Polsku zapříčinilo velké národnostní pnutí. Ukrajinci se v polské Haliči začali organizovat do různých polovojenských spolků a bojovali teroristickými praktikami proti polským úřadům a policii. Nakonec tak vznikla v roce 1929 nejznámější a nejmocnější skupina, Organizace ukrajinských nacionalistů (OUN). Aktivity OUN začaly dosahovat takové míry, že polská vláda poslala do oblasti na konci roku 1930 speciální policejní složky k tzv. pacifikační akci. Po roce 1933, kdy Hitler převzal moc nad Německem, začalo docházet ke sbližování nacistického Německa s ukrajinskými nacionalisty a nacisté začali posílat ukrajinským separatistům materiální a finanční pomoc.